# Telxínoe (satèl·lit)
Telxínoe, també conegut com a Júpiter XLII (designació provisional S/2003 J 22), és un satèl·lit natural de Júpiter. Va ser descobert per un equip d'astrònoms de la Universitat de Hawaii, comandats per Scott S. Sheppard, l'any 2004 a partir d'imatges preses el 2003.
Telxínoe té uns 2 quilòmetres de diàmetre i orbita Júpiter en una distància mitjana de 20,454 Mm en 597,607 dies amb una inclinació de 151° respecte a l'eclíptica (153° respecte a l'equador de Júpiter), en direcció retrògrada i amb una excentricitat orbital de 0,2685. Pertany al grup d'Ananké.
Va ser anomenat el març del 2005 en honor de Telxínoe, una de les quatre muses d'acord amb alguns escriptors grecs, i filla de Zeus.